# Малиновка (Моркинський район)
Мали́новка (рос. Малиновка, марій. Малиновка) — присілок у складі Моркинського району Марій Ел, Росія. Входить до складу Семісолинського сільського поселення.

## Населення
Населення — 2 особи (2010; 6 у 2002).
Національний склад (станом на 2002 рік):
- лучні марійці — 100 %